# Willard (pel·lícula)
|  | Per a altres significats, vegeu «Willard». |

Willard és una pel·lícula canadenca-estatunidenca del 2003 dirigida i escrita per Glen Morgan. Està basada en la novel·la homònima de Gilbert Ralston, és un remake de la pel·lícula homònima Willard de 1971.

## Sinopsi
En Willard, un jove tímid que porta una vida mediocre, troba una feina sense interès i a casa coneix un ratolí sorprenent que el salva i de qui es fa amic, però encara no sap a què s'haurà d'afrontar amb aquesta nova i peculiar amistat.